# Sylwetka Wernickego-Manna
Sylwetka Wernickego-Manna – charakterystyczna dla uszkodzenia drogi piramidowej w obrębie torebki wewnętrznej (zespołu połowiczego) postawa ciała wynikająca ze wzmożonego napięcia mięśniowego zginaczy kończyny górnej oraz prostowników kończyny dolnej po stronie przeciwnej do uszkodzenia. Towarzyszy jej tzw. "chód koszący" polegający na zakreślaniu półkola kończyną dolną z niedowładem przy próbie chodzenia oraz braku skoordynowanych z kroczeniem ruchów kończyny górnej po tej samej stronie. 
Nazwa pochodzi od nazwisk neurologów Carla Wernickego i Ludwiga Manna.